# Hypselaster dolosus
Hypselaster dolosus is een zee-egel uit de familie Schizasteridae.
De wetenschappelijke naam van de soort werd in 1938 gepubliceerd door Hubert Lyman Clark.